# 伊号第四百四潜水艦
伊号第四百四潜水艦（いごうだいよんひゃくよんせんすいかん）は、日本海軍の未成潜水艦。伊四百型潜水艦の4番艦。太平洋戦争後に解体された。

## 艦歴
改⑤計画の潜水艦特、第5231号艦型の5番艦、仮称艦名第5235号艦として計画。1943年11月8日、呉海軍工廠で起工。
1944年6月5日、伊号第四百四潜水艦と命名されて本籍を呉鎮守府と仮定し、伊四百型潜水艦の4番艦に定められる。7月7日進水し、本籍を呉鎮守府に定められる。
1945年6月4日、工程95%で工事を中止し、船体を倉橋島に疎開。7月28日、呉軍港空襲の際に被爆し大破。のち自沈処分とされた。8月17日、本艦の工事中止が発令された。
1951年12月9日、日本サルヴェージにより浮揚され、1952年に解体を終了した。